# 고리슈카 통계 지방

고리슈카 통계 지방의 위치

고리슈카 통계 지방(슬로베니아어: Goriška statistična regija)은 슬로베니아 서부에 위치한 통계 지방으로 최대 도시는 노바고리차이며 면적은 2,325km2, 인구는 118,196명(2015년 기준), 인구 밀도는 51명/km2이다.
이탈리아와 국경을 접하며 13개 지방 자치체가 이 지방에 속한다. 지방의 경제는 서비스업이 59%, 공업이 37.8%, 농업이 3.2%를 차지한다.

## 지방 자치체
- 아이도브슈치나
- 보베츠
- 브르다
- 체르크노
- 이드리야
- 카날오브소치
- 코바리드
- 미렌코스타네비차
- 노바고리차
- 렌체보그르스코
- 솀페테르브르토이바
- 톨민
- 비파바